# Клаш
Клаш (на английски: The Clash) е английска пънк група. Създадена е през 1976 година от Джо Стръмър (вокал, ритъм китара), Мик Джоунс (китара, беквокал) и Пол Симонън (бас китара, беквокал), по-късно се присъединява барабанистът Топър Хедън. След няколко промени в състава през 80-те, особено напускането на Джоунс през 1983, групата окончателно се разпада през 1986. Групата е част от първата вълна на британския пънк. Освен пънк, в музиката им се усещат елементи на реге, дъб, фънк и рокабили.
Клаш постига комерсиален успех във Великобритания с издаването на дебютния си албум The Clash през 1977 г. Третият им албум, London Calling, е издаден на острова през декември 1979 г., и им носи широка популярност в Съединените щати, щом излиза там през следващия месец. Списание „Ролинг Стоун“ го определя за най-добрия албум на 80-те години. През 1982 г. излиза нов успешен албум, озаглавен Combat Rock, който произвежда американския хит от Топ 10 Rock the Casbah, с помощта на който тази продукция постига двойно платинено удостоверение. Последният им албум Cut The Crap излиза през 1985 г.
Клаш остават в паметта на рок и по-специално алтернативния рок музиката с политизираните си текстове, музикалните експерименти и бунтарското си поведение. Носят епитета „Единствената банда, която има значение“, което е първоначално промоционален слоган, употребен от звукозаписната компания на групата Си Би Ес. През януари 2003 г. групата е почетена с място в Залата на славата на рокендрола. През 2004 г. списание „Ролинг Стоун“ поставя Клаш на 28-о място в класацията си на 100-те най-велики музикални творци на всички времена.